# John O'Connell (1930-2013)
Pour les articles homonymes, voir O'Connell et John O'Connell.
John O'Connell, né le 20 janvier 1930 à Dublin et mort le 8 mars 2013, est un homme politique irlandais. Membre du Parti travailliste puis de Fianna Fáil, il est élu Teachta Dála à plusieurs reprises entre 1965 et 1993. Il est Ceann Comhairle de 1981 à 1982. Il sert au Seanad Éireann de 1987 à 1989. Ministre de la Santé de 1992 à 1993, il est aussi Député européen de 1979 à 1981.